# ستار+
ستار+ (بالإنجليزية: Star+)‏ هي خدمة بث فيديو عبر الاشتراك عند الطلب متوفرة في أمريكا اللاتينية. الخدمة مملوكة لشركة والت ديزني من خلال قسم ديزني للترفيه وقطاع الأعمال.

## دعم الأجهزة وميزات الخدمة
تتوفر ستار+ للبث عبر متصفحات الويب على أجهزة الكمبيوتر الشخصية وأجهزة ماك، بالإضافة إلى التطبيقات على أجهزة آي أو إس وأبل تي في وأندرويد أمازون فاير تي في فاير تي في فاير إتش دي وكروم كاست وويب أو إس وتايزن بالإضافة إلى مشغل الوسائط الرقمية ووحدات تحكم الألعاب الأخرى. مثل بلاي ستيشن 4 وبلاي ستيشن 5 وإكس بوكس ون وإكس بوكس سيريس إكس وسيريس إس، بالإضافة إلى أجهزة الكمبيوتر التي تعمل بنظامي التشغيل ويندوز 10 وويندوز 11.